# Arik Benado
Arik Benado   (Haifa, 5 de desembre de 1973) és un exfutbolista israelià de la dècada de 2000 i entrenador.
Fou 94 cops internacional amb la selecció israeliana. Pel que fa a clubs, defensà els colors de Maccabi Haifa FC i Beitar Jerusalem FC.
També destacà com a entrenador a Maccabi Haifa, i de la selecció d'Israel sots 21.

## Referències

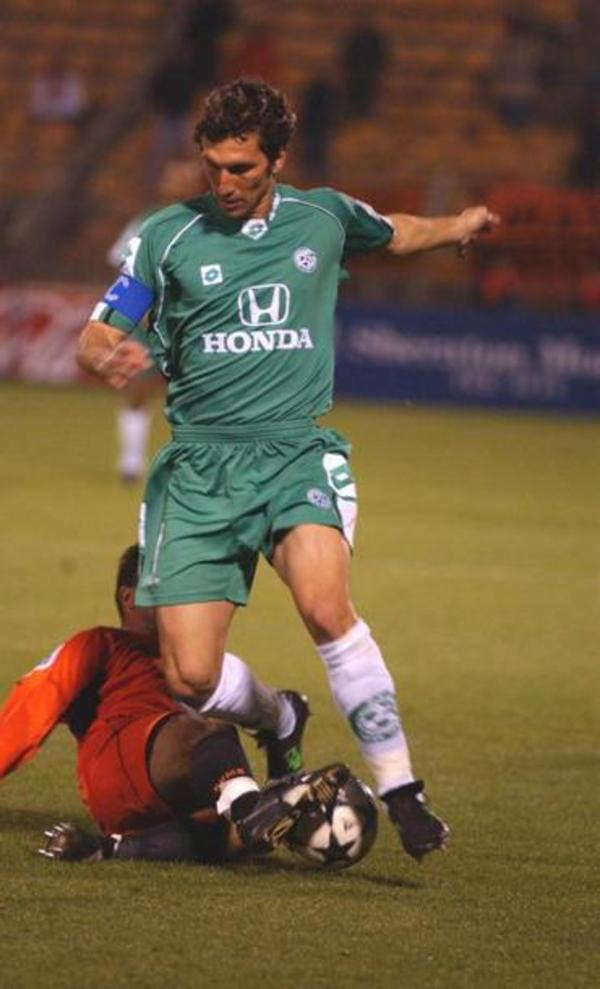
Arik Benado el 2006.